# دوروثي شيبارد بارون
دوروثي شيبارد بارون (بالإنجليزية: Dorothy Shepherd-Barron)‏ مواليد 24 نوفمبر 1897 في إنجلترا - الوفاة 20 فبراير 1953 في ملبورن، كانت لاعبة كرة مضرب بريطانية. كما أنها إحدى بطلات الجراند سلام. سبق أن شاركت في دورة الألعاب الأولمبية الصيفية.

## النهائيات

### الزوجي: 3 (الألقاب 1, الوصافة 2)
| النتيجة | السنة | الدورة                          | الشريك            | المنافس                        | النتيجة       |
| الوصافة | 1929  | ويمبلدون                        | فيليس كوفيل       | بيغي ميشل فويب هولكروفت واتسون | 6–4, 8–6      |
| الوصافة | 1929  | البطولات الوطنية الأمريكية 1929 | فيليس كوفيل       | بيغي ميشل فويب هولكروفت واتسون | 6–2, 3–6, 4–6 |
| الفوز   | 1931  | ويمبلدون                        | فيليس مدفورد كينغ | دوريس ميتاكسا جوسين سيجارت     | 3–6, 6–3, 6–4 |

## الميداليات
| الميدالية | المسابقة                       |
| --------- | ------------------------------ |
| برونزية   | الألعاب الأولمبية الصيفية 1924 |

## روابط خارجية
- دوروثي شيبارد بارون على موقع الاتحاد الدولي لكرة المضرب (الإنجليزية)
- دوروثي شيبارد بارون على موقع خلاصة التنس.كوم (الإنجليزية)
- دوروثي شيبارد بارون على موقع اللجنة الأولمبية الدولية (الإنجليزية)
- دوروثي شيبارد بارون على موقع أوليمبيديا (الإنجليزية)